# OpenMP
OpenMP (Open Multi-Processing) — це набір директив компілятора, бібліотечних процедур та змінних середовища, які призначені для програмування багатопоточних застосунків на багатопроцесорних системах із спільною пам'яттю на мовах C, C++ та Fortran.
Розробку специфікації OpenMP ведуть кілька великих виробників обчислювальної техніки та програмного забезпечення, робота яких регулюється некомерційною організацією, названою OpenMP Architecture Review Board (ARB). Детальна специфікація OpenMP міститься на сторінці [Архівовано 24 квітня 2008 у Wayback Machine.]. Специфікації для мов Fortran і C/C++ з'явилися відповідно в жовтні 1997 року і жовтні 1998 року.

## Опис
OpenMP можна розглядати як високорівневу надбудову над Pthreads (або аналогічними бібліотеками потоків). POSIX-інтерфейс для організації потоків Pthreads підтримується широко (практично на всіх UNIX-системах), проте з багатьох причин не підходить для практичного паралельного програмування:
1. немає підтримки Fortran
2. дуже низький рівень
3. немає підтримки паралелізму за даними
4. механізм потоків спочатку розроблявся не для цілей організації паралелізму

OpenMP реалізує паралельні обчислення за допомогою багатопотоковості, в якій «головний» (master) потік створює набір підлеглих (slave) потоків і завдання розподіляється між ними. Передбачається, що потоки виконуються паралельно на машині з декількома процесорами (кількість процесорів не обов'язково має бути більше або дорівнювати кількості потоків).
Завдання, що виконуються потоками паралельно, так само як і дані, необхідні для виконання цих завдань, описуються за допомогою спеціальних директив препроцесора відповідної мови — прагм. Наприклад, ділянка коду на мові Fortran, яка повинна виконуватися кількома потоками, кожна з яких має свою копію змінної N, передує наступній !$OMP PARALLEL PRIVATE(N)
Кількість створюваних потоків може регулюватися як самою програмою за допомогою виклику бібліотечних процедур, так і ззовні, за допомогою змінних оточення.

### Переваги
1. За рахунок ідеї «інкрементального розпаралелювання» OpenMP ідеально підходить для розробників, що прагнуть швидко розпаралелювати свої обчислювальні програми з великими паралельними циклами. Розробник не створює нову паралельну програму, а просто послідовно додає в текст програми OpenMP-директиви.
2. При цьому, OpenMP — досить гнучкий механізм, що надає розробникові великі можливості контролю над поведінкою паралельної програми.
3. Передбачається, що OpenMP-програма на однопроцесорній платформі може бути використана як послідовна програма, тобто немає необхідності підтримувати послідовну та паралельну версії. Директиви OpenMP просто ігноруються послідовним компілятором, а для виклику процедур OpenMP можуть бути підставлені заглушки (stubs), текст яких приведений в специфікаціях.
4. Однією з переваг OpenMP розробники вважають підтримку так званих «orphan» (відірваних) директив, тобто директиви синхронізації і розподілу роботи можуть не входити безпосередньо в лексичний контекст паралельної області.

## Ключові елементи
Ключовими елементами OpenMP є
- конструкції для створення потоків (директива parallel),
- конструкції розподілу роботи між потоками (директиви DO / for та section),
- конструкції для керування роботою з даними (вираз shared і private),
- конструкції для синхронізації потоків (директиви critical atomic і barrier),
- процедури бібліотеки підтримки часу виконанню (наприклад, omp_get_thread_num),
- змінні оточення (наприклад, OMP_NUM_THREADS).

## Приклади програм
Нижче наведені приклади програм з використанням директив OpenMP:

### C
У цій програмі два вектора (a і b) додаються паралельно десятьма потоками.
```
#include
 
<stdio.h>

#include
 
<omp.h>

#define N 100

int
 
main
(
int
 
argc
,
 
char
 
*
argv
[])

{

  
float
 
a
[
N
],
 
b
[
N
],
 
c
[
N
];

  
int
 
i
;

  
omp_set_dynamic
(
0
);
      
// заборонити змінювати число потоків за допомогою змінної оточення 

  
omp_set_num_threads
(
10
);
 
// встановити число потоків у 10

  
// ініціалізуємо вектори

  
for
 
(
i
 
=
 
0
;
 
i
 
<
 
N
;
 
i
++
)
 
{

    
a
[
i
]
 
=
 
i
 
*
 
1.0
;

    
b
[
i
]
 
=
 
i
 
*
 
2.0
;

  
}

  
// обчислюємо суму векторів

#pragma omp parallel shared(a, b, c) private(i)

  
{

#pragma omp for

    
for
 
(
i
 
=
 
0
;
 
i
 
<
 
N
;
 
i
++
)

      
c
[
i
]
 
=
 
a
[
i
]
 
+
 
b
[
i
];

  
}

  
printf
 
(
"%f
\n
"
,
 
c
[
10
]);

  
return
 
0
;

}

```

### Fortran
Аналогічна програма на мові Фортран
```
program 
main

  
use 
omp_lib

  
implicit none

  
integer
,
 
parameter
 
::
 
rp
 
=
 
kind
(
1.0
)

  
integer
,
 
parameter
 
::
 
N
=
100

  
real
(
rp
),
 
dimension
(
1
:
N
)
 
::
 
a
,
b
,
c

  
integer
 
::
 
i
  

  
call  
omp_set_dynamic
(.
false
.)
 
! заборонити змінювати число нитей за допомогою змінної оточення  

  
call  
omp_set_num_threads
(
10
)
 
! встановити число нитей у 10

  
! ініціалізуємо вектори

  
do 
i
=
1
,
N

     
a
(
i
)
=
i
*
1.0_rp

     
b
(
i
)
=
i
*
2.0_rp

  
enddo

  
! обчислюємо суму векторів

  
!$omp parallel do shared(a, b, c) private(i)

  
do 
i
=
1
,
N

     
c
(
i
)
=
a
(
i
)
+
b
(
i
)

  
enddo

  
!$omp end parallel do

  
write
(
*
,
'(f10.6)'
)
 
c
(
10
)

end program 
main

```

## Існуючі реалізації
OpenMP підтримується багатьма комерційними компіляторами.
Компілятори Oracle Solaris Studio, v12.3, підтримують офіційно специфікацію OpenMP 3.1 — з покращеною продуктивністю під ОС Solaris та обмеженим числом платформ під ОС Linux
Visual C++ 2005 підтримує OpenMP у редакціях Professional і Team System.
GCC 4.2 підтримує OpenMP 2.5, а деякі дистрибутиви (такі як Fedora Core 5 gcc [Архівовано 20 травня 2007 у Wayback Machine.]) включили підтримку в свої версії GCC 4.1. Починаючи з GCC 4.4 підтримується стандарт OpenMP 3.0 а з версії GCC 4.7 — OpenMP 3.1
В універсальному комплексі Intel Parallel Studio від Intel об'єднано компілятори C++ та Фортран, бібліотеки оптимізації та паралелізації, включаючи OpenMP 3.1 (починаючи з версії компіляторів 12.1), а також засоби перевірки помилок та продуктивності, зневаджувач і профайлер для останніх поколінь багатоядерних процесорів.

## Приклад реалізації
Компілятори Sun Studio створюють окрему процедуру з вихідного коду, розташованого під директивою parallel, а замість самої директиви вставляють виклик процедури __mt_MasterFunction_ бібліотеки libmtsk, передаючи їй адресу штучно створену. Таким чином, розподілювані (shared) дані можуть бути передані останній за посиланням, а власні (private) оголошуються всередині цієї процедури, опиняючись незалежні від своїх копій в інших нитях.
Процедура __mt_MasterFunction_ створює групу нитей (кількістю 9 у наведеному вище прикладі на мові C), які будуть виконувати код конструкції parallel, а нить, що викликала їх, стає головною у групі. Потім головна нить організовує роботу підлеглих нитей, після чого починає виконувати код користувача сама. Коли код буде виконаний, головна нить викликає процедуру _mt_EndOfTask_Barrier_ що синхронізує її з іншими.

## Інструменти
- VivaMP — Статичний аналізатор Сі/Сі++ коду для виявлення помилок в програмах, побудованих на технології OpenMP для ОС Windows.